# Vinh Thành
Vinh Thành (giản thể: 荣成; phồn thể: 榮成; bính âm: Róngchéng) là một thành phố cấp huyện của địa cấp thị Uy Hải, tỉnh Sơn Đông, Trung Quốc. Theo sử sách, Tần thủy Hoàng đã đến thăm nơi đây hai lần và cho xây cất các cầu và đền chùa tại đây. Năm 1735, dưới thời nhà Thanh, hoàng đế Ung Chính đã đặt tên Vinh Thành cho vùng đất này cho đến ngày nay. Thành phố nằm trên đỉnh phía đông của bờ biển Trung Quốc.

## Giao thông
- Quốc lộ 309
- Tỉnh lộ 301
- Tỉnh lộ 908

### Nhai đạo
| - Ninh Tân (宁津街道) - Cảng Loan (港湾街道) - Đào Viên (桃园街道) - Vương Liên (王连街道) | - Đông Sơn (东山街道) - Xích Sơn (斥山街道) - Nhai Đầu (崖头街道) | - Thành Tây (城西街道) - Tầm Sơn (寻山街道) - Lao Sơn (崂山街道) |

### Trấn
| - Lý Đảo (俚岛镇) - Thành Sơn (成山镇) - Phụ Liễu (埠柳镇) - Cảng Tây (港西镇) | - Hạ Trang (夏庄镇) - Nhai Tây (崖西镇) - Âm Tử (荫子镇) - Đằng Gia (滕家镇) | - Đại Thoản (大疃镇) - Thượng Trang (上庄镇) - Hổ Sơn (虎山镇) - Nhân Hòa (人和镇) |